# Bulbul becganxut
El bulbul becganxut (Setornis criniger) és una espècie d'ocell de la família dels picnonòtids (Pycnonotidae) i únic membre del gènere monotípic Setornis. Es troba a Brunei, Indonèsia i Malàisia. Els seus hàbitats principals són els boscos tropicals i subtropicals de frondoses humits de les terres baixes, els boscos de pantà i les plantacions. El seu estat de conservació es considera vulnerable.